# Монте-Ермосо (округ)
Округ Монте-Ермосо (ісп. Monte Hermoso) — адміністративно-територіальна одиниця 2-ого рівня у провінції Буенос-Айрес в центральній Аргентині. Адміністративний центр округу — Монте-Ермосо (ісп. Monte Hermoso).
Населення округу становить 6499 осіб (2010). Площа — 209 кв. км.

## Історія
Округ заснований у 1979 році.

## Населення
У 2010 році населення становило 6499 осіб. З них чоловіків — 3326, жінок — 3173.

## Політика
Округ належить до 6-ого виборчого сектору провінції Буенос-Айрес.